# Hollywood (Circle)
Hollywood è un album in studio del gruppo musicale finlandese Circle, pubblicato nel 2008.

## Tracce
1. Connection - 3:43
2. Mercy And Tuesday - 7:53
3. Earthworm - 5:12
4. Sacrifice - 4:03
5. Spam Folder - 8:12
6. Requiem in D Minor
  - Hard to Realize - 4:20
  - Madman - 15:19
  - Suddenly - 11:33

## Formazione
- Jussi Lehtisalo - basso
- Tomi Leppänen - batteria
- Janne Westerlund - chitarra
- Mika Rättö - tastiera, chitarra
- Bruce Duff - voce, chitarra, dulcimer